# Česká šachová extraliga 2014/2015
Česká šachová extraliga 2014/15 byla nejvyšší šachovou soutěží v sezoně 2014/15 v Česku. Zúčastnilo se 12 družstev, přičemž nováčky byly AD Mahrla Praha, která se vrátila po jedné sezóně v 1. lize a 2222 ŠK Polabiny, která se vrátila po dvou sezónách v 1. lize. 
Prvních osm kol bylo odehráno formou dvoukol v sobotu a v neděli, kdy vždy 6 družstev hrálo toto dvoukolo doma a šest venku. Tato dvoukola se odehrála v termínech
1./2. listopadu 2014, 29. listopadu/30. listopadu 2014, 10. ledna/11. ledna 2015 a 7. února/8. února 2015. V těchto čtyřech dvoukolech každý celek hrál dva víkendy doma a dva venku, ale domácí celek v zápisu utkání neodpovídá vždy celku, který utkání skutečně hostil. Všechna utkání závěrečných tří kol byla odehrána od pátku 27. března 2015 do neděle 29. března 2015 v Brně.
Pošesté v řadě zvítězil 1. Novoborský ŠK, přičemž vyhrál 10 zápasů a remizoval pouze se čtvrtým Labortechem Ostrava. Počtvrté v řadě obsadil 2. místo Rapid Pardubice a rozšířil tak svou medailovou bilanci na 11 cenných kovů. Na 3. místo dosáhlo poprvé v historii družstvo Výstaviště Lysá nad Labem. Z extraligy sestoupil po dvou sezónách tým ŠK Karviná a nováček 2222 ŠK Polabiny.

## Konečná tabulka
| Poř. | Tým                       | Z  | V  | R | P  | BZ | BP   | VP |
| ---- | ------------------------- | -- | -- | - | -- | -- | ---- | -- |
| 1.   | 1. Novoborský ŠK (EP)     | 11 | 10 | 1 | 0  | 31 | 63,0 | 44 |
| 2.   | Rapid Pardubice           | 11 | 9  | 0 | 2  | 27 | 53,5 | 34 |
| 3.   | Výstaviště Lysá nad Labem | 11 | 7  | 1 | 3  | 22 | 50,5 | 23 |
| 4.   | Labortech Ostrava         | 11 | 6  | 3 | 2  | 21 | 50,0 | 26 |
| 5.   | BŠŠ Frýdek-Místek         | 11 | 6  | 1 | 4  | 19 | 46,0 | 20 |
| 6.   | AD Mahrla Praha (N)       | 11 | 5  | 1 | 5  | 16 | 44,5 | 19 |
| 7.   | Zikuda Turnov             | 11 | 4  | 3 | 4  | 15 | 43,0 | 16 |
| 8.   | Slavoj Ostrava - Poruba   | 11 | 3  | 4 | 4  | 13 | 44,5 | 20 |
| 9.   | Ancora Tatran Litovel     | 11 | 4  | 1 | 6  | 13 | 41,5 | 18 |
| 10.  | TŽ Třinec                 | 11 | 2  | 1 | 8  | 7  | 37,0 | 13 |
| 11.  | ŠK Karviná                | 11 | 1  | 1 | 9  | 4  | 31,0 | 11 |
| 12.  | 2222 ŠK Polabiny (N)      | 11 | 0  | 1 | 10 | 1  | 23,5 | 9  |

## Hráči a sestavy
Do bojů celkem zasáhlo ve 12 družstvech 143 hráčů, z toho ani jedna žena. Zastoupení jednotlivých šachových federací bylo následující: Česko 86, Polsko 29, Slovensko 9, Rusko, Ukrajina po 5, Bělorusko 3, Indie 2, Rumunsko, Lotyšsko, Německo, Arménie po 1. V následujícím seznamu jsou uvedeni hráči, kteří sehráli alespoň jednu partii. Počet sehraných partií je v závorce za jménem hráče. Vlajka označuje stát, v jehož národní federaci byl pro danou sezónu hráč registrován u FIDE.
- 1. Novoborský ŠK -  Nikita Viťugov (2),  Radoslaw Wojtaszek (2),  David Navara (9),  Harikrišna Pentala (5),  Alexej Širov (5),  Viktor Láznička (10),  Krišnan Sasikiran (2),  Mateusz Bartel (4),  Zbyněk Hráček (10),  Ján Markoš (5),  Vlastimil Babula (9),  Štěpán Žilka (7),  Robert Cvek (8),  Petr Hába (4),  Tadeáš Kriebel (6)
- Rapid Pardubice -  Jurij Kryvoručko (4),  Sergej Movsesjan (9),  Olexandr Arešenko (4),  Jan Bernášek (9),  Robert Kempinski (7),  Bartolomiej Heberla (4),  Martin Petr (11),  Jan Votava (11),  Miloš Jirovský (8),  Petr Neuman (11),  Lukáš Černoušek (10)
- Výstaviště Lysá nad Labem -  Ruslan Ponomariov (2),  Jevgenij Najer (8),  Konstantin Landa (8),  Jiří Štoček (11),  Vasily Jemelin (9),  Tomáš Oral (8),  Dorian Rogozencov (4),  Vigen Mirumian (3),  Vlastimil Jansa (11),  Tamás Petényi (2),  Ivan Hausner (8),  Pert Špaček (2),  Vítězslav Priehoda (7),  Eduard Meduna (5)
- Labortech Ostrava -  Kamil Miton (6),  Martin Dziuba (3),  Artur Jakubiec (11),  Vítězslav Rašík (11),  Zbigniew Pakleza (11),  Petr Velička (11),  Radoslaw Jedynak (2),  Richard Biolek (9),  Jiří Kočiščák (11),  Vladimír Talla (10),  Jozef Michenka (3)
- BŠŠ Frýdek-Místek -  Anton Korobov (2),  Sergej Azarov (11),  Andrej Žigalko (2),  Alexej Fedorov (11),  Rafal Antoniewski (7),  Igors Rausis (7),  Vojtěch Rojíček (5),  Cyril Ponížil (9),  Vojtěch Zwardoň (11),  Sergej Vesselovsky (9),  Stanislav Jasný (10)
- AD Mahrla Praha -  Grzegorz Gajewski (4),  Bartosz Soćko (4),  Dariusz Swiercz (4),  Marcin Tazbir (7),  Krzysztof Bulski (11),  Oleg Spirin (5),  Leonid Voloshin (10),  Václav Svoboda (9),  Lukáš Vlasák (9),  Tomáš Kraus (10),  Epaminondas Kourousis (6),  Milan Orság (4),  Svatopluk Svoboda (3),  František Štross (2)
- ŠK Zikuda Turnov -  Ľubomír Ftáčnik (10),  Falko Bindrich (7),  Lukasz Cyborowski (11),  Pavel Šimáček (11),  Tomáš Polák (11),  Pavel Jaracz (5),  Marek Vokáč (11),  Michal Konopka (11),  Jan Sodoma (1),  Pavel Čech (10)
- Slavoj Ostrava - Poruba -  Alexander Miśta (6),  Piotr Bobras (9),  Krzysztof Jakubowski (9),  David Kaňovský (11),  Piotr Murdzia (9),  Karel Malinovský (9),  Radomír Caletka (9),  Lukáš Klíma (11),  Jan Sosna (6),  Jiří Adámek (4),  Jan Malík (5)
- ANCORA Tatran Litovel -  Jan-Krzysztop Duda (4),  Kacper Piorun (4),  Kamil Dragun (2),  Michal Luch (5),  Jan Krejčí (8),  Kamil Stachowiak (9),  Tomáš Studnička (11),  Lukáš Kuchynka (4),  Vojtěch Straka (11),  Lukasz Butkiewicz (7),  Ladislav Stratil (2),  Pavel Zpěvák (9),  Vladimír Bělunek (9),  Jan Krejčí (3)
- TŽ Třinec -  Alexandr Danin (5),  Peter Michalík (11),  Tomáš Petrík (9),  Richard Biolek (11),  Igor Štohl (8),  Vojtěch Plát (9),  Petr Pisk (9),  Roman Chytilek (8),  Milan Walek (8),  Ladislav Langner (10)
- ŠK Karviná -  Marián Jurčík (11),  Mateusz Kolosowski (6),  Martin Jurčík (8),  Vladimir Sergejev (5),  Luboš Roško (9),  Maciej Mroziak (3),  Jakub Szotkowski (10),  Jaroslav Sobek (11),  Petr Poloch (6),  Josef Lys (8),  Jaroslav Olšar (8),  Lubomír Zimniok (3)
- 2222 ŠK Polabiny -  Jaroslav Bureš (11),  Martin Červený (11),  Michal Novotný (11),  Matěj Hrabuša (11),  Jakub Půlpán (11),  Aleš Jedlička (11),  Radek Bujnoch (9),  Jan Macháň (5), Jaroslav Mojžíš (4),  Josef Kourek (4),